# 単球

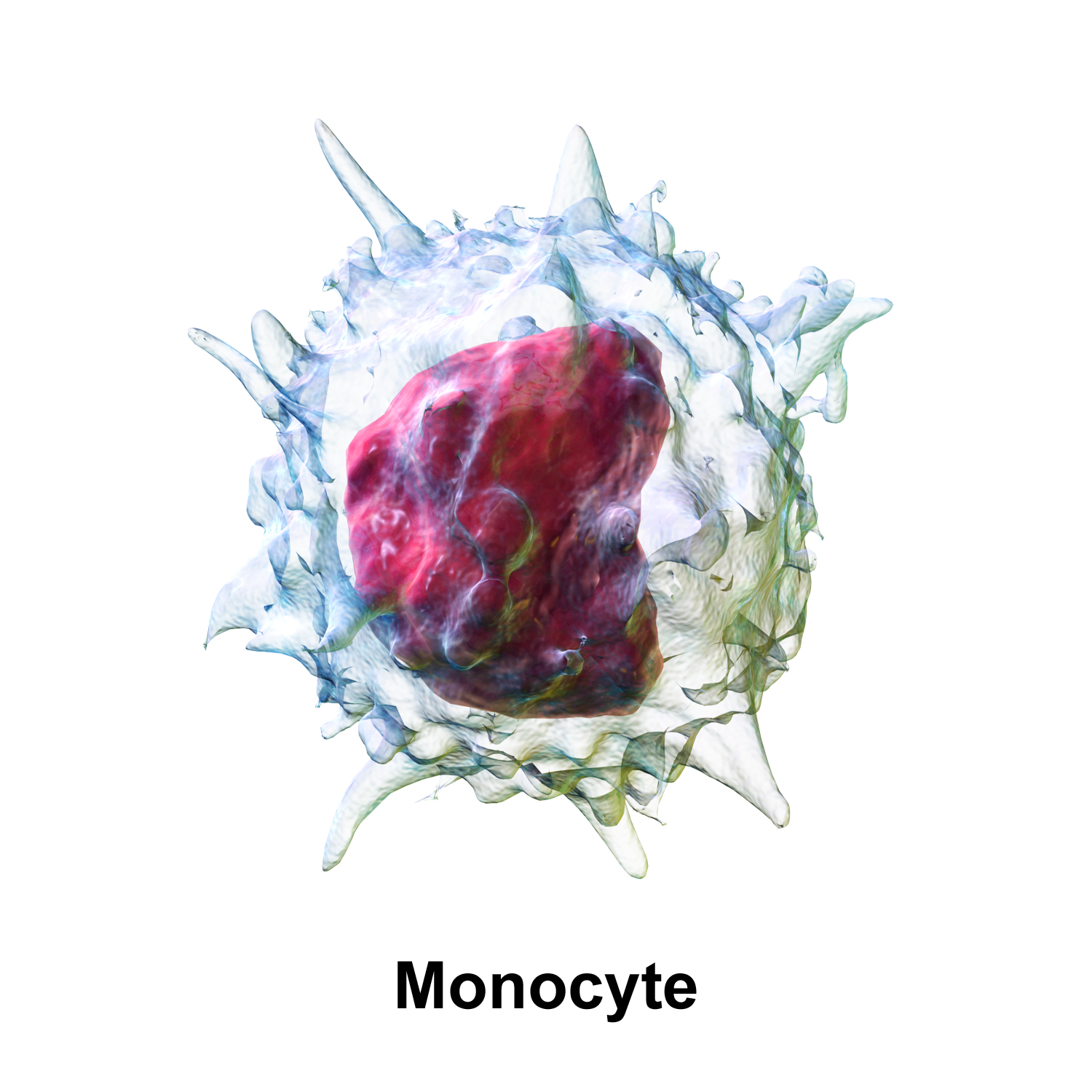
単球（3Dレンダリング）

単球（たんきゅう、Monocyte）は、白血球の一種で、最も大きなタイプの白血球である。マクロファージや、樹状細胞に分化することができる。単球は、脊椎動物の自然免疫の一部としても、また、適応免疫の過程にも影響をもつ。
ヒトの血液には少なくとも3種類の単球が存在する。

## 構造
単球は、アメーバのような外観で、顆粒を細胞質にもつ。アズール顆粒（azurophil granules）をもつ単核の白血球の1つである。単球の核の典型的な形状は楕円形であり、豆あるいは、腎臓のような形をしている。この特徴で顆粒球と見分けられる。単球は、人体の全ての白血球の2％から10％を占め、免疫機能において複数の役割を果たす。単球の役割には
1. 通常の条件下で常在マクロファージを補充すること
2. 組織内の感染部位からの炎症に応答して約8-12時間以内に移動していくこと
3. マクロファージまたは樹状細胞への分化

が含まれる。成人では、単球の半数は脾臓に備蓄されている。 単球は、一般に、大きな腎臓のような核が染色されることで同定される。これらは適切な組織に入った後にマクロファージに変化する。その後、血管の内皮で泡沫細胞（foam cells）となる場合ある。

## 生理学
単球は、骨髄の単芽球と呼ばれる前駆細胞から生産される。単芽球は、造血幹細胞から分化する。単球は血流中で約1-3日間循環し、次いで通常は体内の組織に移動する。単球は、血液中の白血球の3-8％を占める。単球の半数は、脾臓の中の「red pulp's Cords of Billroth（脾臓の中の一部の名称）」でかたまって、予備として貯蔵されている。単球はいろいろな組織で、異なるタイプのマクロファージに成熟する。単球は、血液に含まれる最大の細胞である。
血流から他の組織に移動する単球は、組織に常在するマクロファージまたは樹状細胞に分化する。マクロファージは組織を異物から保護する役割を担っているが、心臓や脳などの重要な器官の形成にも重要であると考えられている。マクロファージは、大きな平滑な核をもち、細胞質が広い領域を占め、異物を処理するために多くの小胞を細胞内部にもっている。
単球およびマクロファージ、樹状細胞は、免疫系において3つの主要な機能を果たす。 食作用、抗原提示、およびサイトカイン産生である。 食作用では、微生物および粒子を取り込み、その物質の消化および破壊をする。 単球は、病原体を認識するパターン認識受容体を介して直接微生物に結合することに加えて、病原体に結合する抗体または補体などの中間タンパク質を目印に食作用ができる。 そのように標識されることをオプソニン化という。単球は、抗体依存性細胞障害の細胞毒性を使って感染宿主細胞を死滅させることもできる。Vacuolization（異物が入っている小胞）は、異物を食作用で取り込んで間もない細胞に存在する。
他の細胞によって産生される多くの因子が、単球の走化性やその他の機能を調節する。これらの因子の典型的な例はケモカインである。ケモカインには単球走化性タンパク質-1（monocyte chemotactic protein-1）および単球走化性タンパク質-3（monocyte chemotactic protein-3）（CCL7）などがある。
食作用での消化の後に残っている微生物断片は、抗原として役立ち得る。断片はMHC分子に取り込まれ、単球（およびマクロファージおよび樹状細胞）の細胞表面に輸送される。この過程は抗原提示と呼ばれ、Tリンパ球の活性化をもたらし、Tリンパ球が抗原に対する特異的免疫応答を行う。他の病原体の成分は、単球を直接活性化することができ、まずは炎症性サイトカインの、そして後に抗炎症性サイトカインの生成をもたらす。 単球によって産生される典型的なサイトカインは、TNF、IL-1、およびIL-12である。

## 単球の分類
ヒトの血液中には、少なくとも3つのタイプの単球が存在する:
1. 古典的単球は、CD14細胞表面受容体の高レベル発現によって特徴付けられる（CD14++ CD16-単球）。
2. 非古典的単球は、CD14の低レベルの発現、およびCD16受容体の発現を示す（CD14+ CD16++単球）。[4]
3. CD14の高レベル発現およびCD16の低レベル発現を伴う中間単球（CD14++ CD16+単球）。

## 診断用

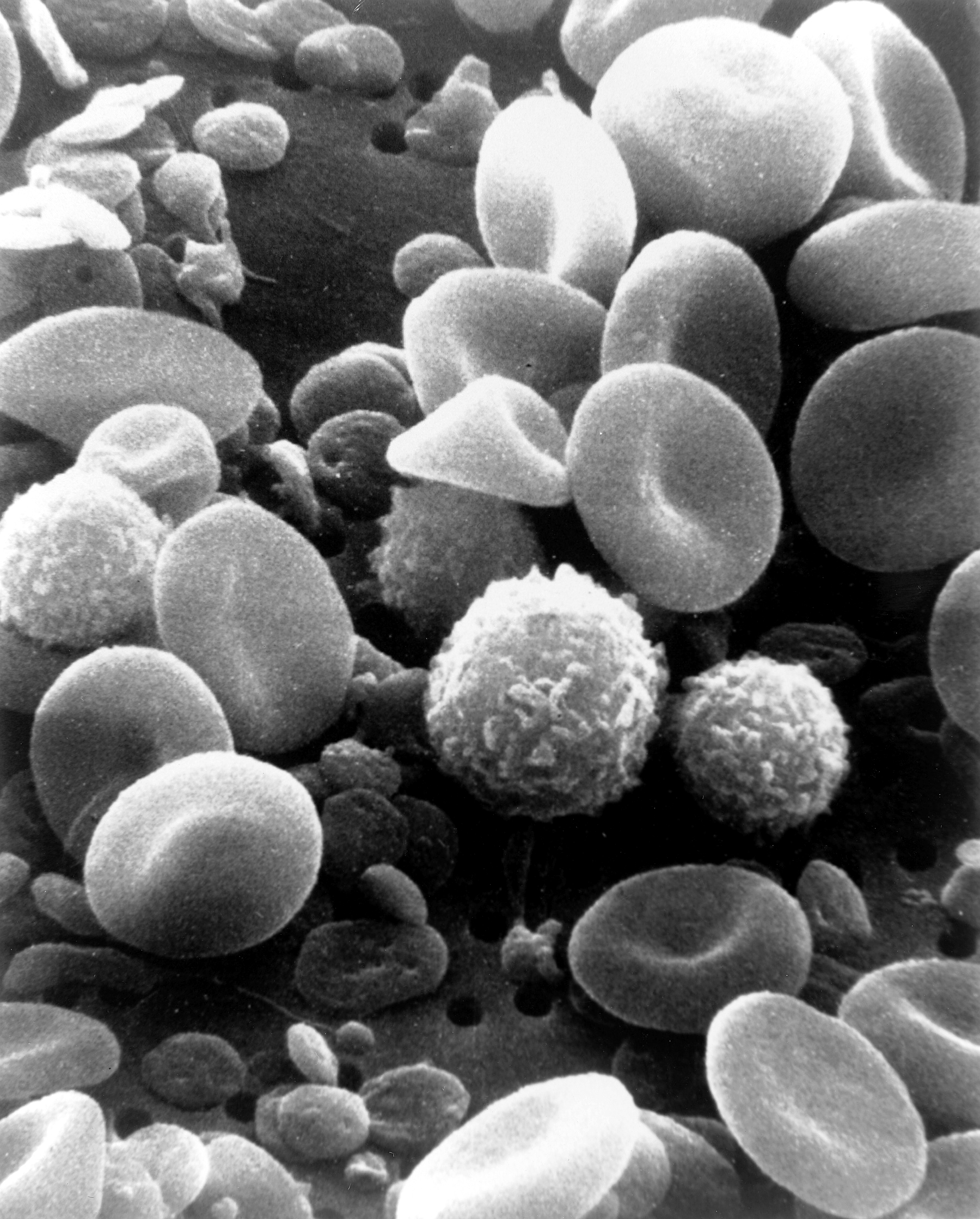
血液の 走査型電子顕微鏡 (SEM)画像。 中心に白血球がみえ周りに赤血球がある。多くの小さな円盤状のものは血小板。

### 単球症
単球増加症は、末梢血中の単球が過剰な状態である。 これは、様々な病状を示している可能性がある。 単球数の増加につながる過程の例には次のようなものがある。
- 慢性炎症（chronic inflammation）
- ストレス応答（stress response）
- クッシング症候群（高アルドステロン症）（Cushing's syndrome (hyperadrenocorticism)）
- 免疫介在性疾患（immune-mediated disease）
- 肉芽腫(granulomatous disease)
- 壊死（necrosis）
- 赤血球の再生（red blood cell regeneration）
- ウイルス性熱（Viral fever）
- サルコイドーシス（sarcoidosis）

CD14+CD16++単球が多数みられるときは重症感染（敗血症）
アテローム性動脈硬化症では、CD14 ++ CD16 +中間体単球が多数であればリスク集団であり、心血管疾患の予測因子であることが示されている。

### 単球減少症
単球減少症は、単球の欠乏に関連する白血球減少症の一形態である。

## 樹状細胞
単球は、顆粒球単球コロニー刺激因子（GM-CSF）およびIL-4のようなサイトカインを添加することによって試験管内（in vitro）で樹状細胞となる。

## 血液に含まれるもの

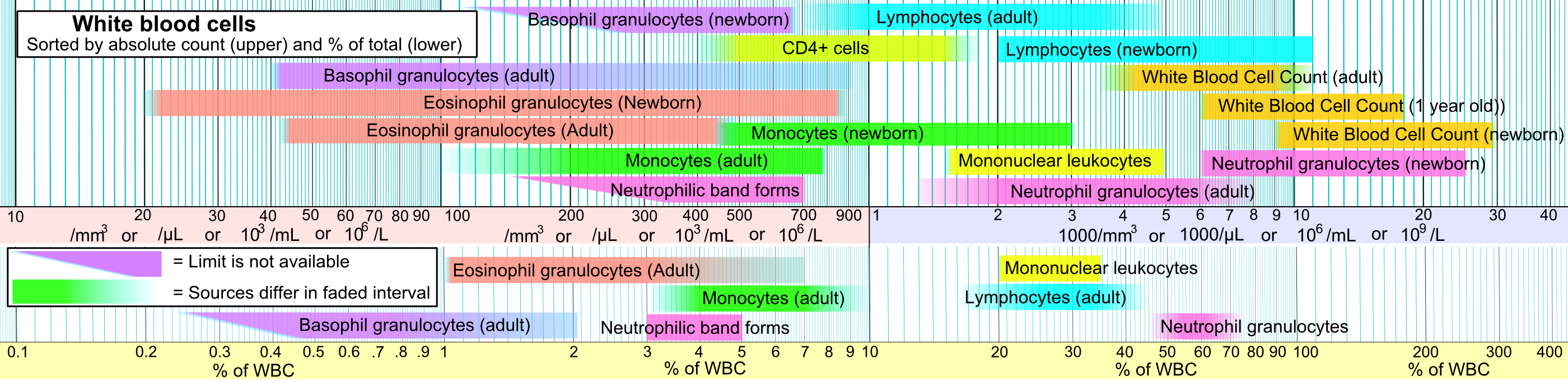
血液検査の参考基準値の白血球と単球（緑色の部分）の比較。